# 中國化工裝備總公司
中國化工裝備總公司（英語：China National Chemical Equipment Corporation (CNCE)），中國化工集團公司旗下公司，1982年成立，2005年被中國化工集團公司收購後更名，主要業務涉及化工机械、橡胶机械、汽车零部件及车船修造、工程贸易服务等。董事長兼總經理為陈虹。
旗下企業包括天华化工机械及自动化研究设计院、桂林橡胶机械厂、益阳橡胶塑料机械集团有限公司、福建省三明双轮化工机械有限公司、四川蓝星机械有限公司、沈阳汽车车桥制造有限公司、四川丹齿零部件有限公司。